# Paruraecha szetschuanica
Paruraecha szetschuanica là một loài bọ cánh cứng trong họ Cerambycidae.